# فهرست سیاستمداران ارمنی‌تبار
در زیر فهرست سیاستمداران ارمنی‌تبار (انگلیسی: List of politicians of Armenian descent) که در کشورهای مختلف جهان در گذشته دراری مقامی بوده‌اند یا هم‌اکنون پستی در اختیار دارند آورده شده‌است:

## کشور

### استرالیا
- جو هوکی (نام خانوادگی "Hokeidonian") - عضو Federal پارلمان Shadow Treasurer
- گلدیس برجیکلیان- عضو پارلمان، دولت سایه برای ترابری، دولت سایه برای شهروندی.[۱]
- [Www.yedelian.com سارکیس یدلیان][الف] - معاون شهردار راید، نیو ساوت ولز.Sarkis Yedelian
- آرتین اتمکجیان[ب] - Councillor - City of Ryde

### کانادا
- سارکیس آسادوریان؛ حزب لیبرال کانادا MP ۱۹۹۳–۲۰۰۴.
- هاروت شیتیلیان، رئیس شورای شهر مونترال

### قبرس
- ماریوس گارویان - رئیس پارلمان قبرس

### مصر
- نوبار پاشا، اولین نخست‌وزیر مصر

### فرانسه
- ادوار بالادور - نخست‌وزیر پیشین فرانسه
- پاتریک دوجیان - وزیر فرانسوی
- ژان پیر آسوازادوریان[پ] - سفیر فرانسه در آرژانتین

### لبنان
- امیل لحود - رئیس‌جمهور سابق لبنان
- کریم باگرادونی – Ex-Minister، رهبر پیشین حزب حزب فالانژ لبنان
- هاکوب باگرادونیان – عضو پارلمان
- وارتینه اوهانیان
- نازار ناجاریان

### مکزیک
- آرتورو ساروخان - سفیر مکزیک در ایالات متحده آمریکا

### نیوزیلند
- سیان الیاس - قاضی ارشد نیوزیلند
- دوگ زهراب- سفیر نیوزیلند در سازمان ملل متحدد، آلمان، سوئیس، و اتریش

### رومانی
- واروژان ووسگانیان- وزیر دارایی رومانی

### روسیه
- آناستاس میکویان - سیاستمدار شوروی
- سرگئی لاوروف- وزیر امور خارجه
- آبل آگانبکیان[ت] - مشاور سابق میخائیل گورباچف
- آرتور چیلینگاروف- معاون رئیس دومای دولتی
- گنادی ملیکیان[ث] - معاون اول رئیس بانک مرکزی روسیه
- سمین باگداساروف[ج] - معاون دومای دولتی
- w:en:Ashot Yegiazaryan- معاون دومای دولتی
- آرکادی سارکیسیان[چ] - معاون دومای دولتی
- استپان شورشورف[ح] - معاون دومای دولتی
- ایگور خانکوف[خ] - معاون دومای دولتی
- آشوت سارکیسیان[د] - معاون سابق دومای دولتی
- آلکساندر تر آوانسف[ذ] - عضو شورای فدراسیون (روسیه)
- لوون چاکماخیان[ر] - عضو سابق شورای فدراسیون (روسیه)
- اوهانس اوگانیان[ز] - عضو شورای فدراسیون (روسیه)
- سرگئی اوگانسیان[ژ] - رئیس Federal Energy Agency
- سرگئی گریگوروف[س] - رئیس Federal Agency of Export Control
- آندرانیک میگرانیان- معاون رئیس‌جمهور بوریس یلتسین
- گئورگی شاهنازاروف - معاون رئیس‌جمهور میخائیل گورباچف

### حکومت خودگردان فلسطین
- مانوئل هاساسیان[ش] - سفیر فلسطین در بریتانیا

### سوئد
- ایزابل دینگیزیان - عضو ریکسداگ
- موراد آرتین - عضو ریکسداگ

### اوکراین
- گارگین هاروتیونوف - عضو en:People's Deputy of Ukraine، عضو en:Yulia Tymoshenko Bloc، عضو حزب میهن.
- آرسن آواکوف- وزیر کشور اوکراین

### ایالات متحده آمریکا
- ایمی شوکلیان، [ص] شهردار ویسالیا، کالیفرنیا
- خاچو آچاجیان، نمایندگان مجلس ایالتی کالیفرنیا
- گرگ آقازاریان، نمایندگان مجلس ایالتی کالیفرنیا
- آرماند آرابیان، [ض] Associate Justice پیشین دیوان عالی کالیفرنیا
- برد آواکیان، اورگن سیاستمدار؛ Current Commissioner of the Bureau of Labor و Industries; سناتور ایالتی پیشین اورگن و کاندیدای Secretary of State
- جو آرییان، نماینده دموکرات کنگره از ایندیانا
- Gary Azarian، عضو مجلس نمایندگان نیوهمپشایر
- w:en:King Banaian، عضو مجلس نمایندگان مینه‌سوتا
- ماروین آر. بکستر، Associate Justice on the California Supreme Court
- آدام بنیامین جونیور، نماینده دموکرات کنگره از ایندیانا
- James Bozajian، شهردار کالاباساس، کالیفرنیا، عضو پیشین شورای شهر کالاباساس
- آلبرت ای. بویاجیان، business leader و activist for Armenian causes
- ساموئل در-یغیایان، قاضی فدرال ایالات متحده
- جرج دکمجیان، حزب جمهوری‌خواه سیاستمدار، سی و پنجمین فرماندار کالیفرنیا (۱۹۸۳–۱۹۹۱)، و دادستان کل کالیفرنیا سابق (۱۹۷۹–۱۹۸۳).
- ادوارد جرجیان، دیپلمات سابق ایالات متحده
- استیون درونیان، نماینده سابق کنگره از ایالت نیویورک
- انا اشو، نماینده کنگره از حزب دموکرات (مادر ارمنی)
- جان گاراپتیان[ط]، شهردار سیرا مادره، کالیفرنیا
- چاک هایتایان، سخنگوی سابق New Jersey State Assembly
- پل روبرت ایگناشیوس، وزیر نیروی دریایی ایالات متحده وزیر نیروی دریایی در طی دوره لیندون بی. جانسون
- هاوارد کالوگیان، سیاستمدار جمهوری‌خواه
- جرج گئورگیان، سخنگوی سابق مجلس نمایندگان ماساچوست
- پیتر کوتوجیان، نمایندگان مجلس ایالتی ماساچوست
- پل کرکوریان، نمایندگان مجلس ایالتی کالیفرنیا
- مارک گریگوریان (کنشگر)، activist for stricter immigration laws
- رابرت ماردیان، یک former Republican Party official and Associate دادستان کل ایالات متحده آمریکا
- سم ماردیان، شهردار سابق فینیکس، آریزونا
- آدرین نازاریان، نمایندگان مجلس ایالتی کالیفرنیا
- بیل پاپاریان، شهردار سابق پاسادینا، کالیفرنیا
- چیپ پاشایان، نماینده جمهوری‌خواه کنگره از فرزنو، کالیفرنیا
- چارلز پوچیکیان، سیاستمدار جمهوری‌خواه
- روساس رشتونی، credited as the father of both Christian Reconstructionism و جنبش نوین مدرسه در منزل
- جکی اسپیر، نماینده دموکرات کنگره
- جو سیمیتیان، نمایندگان سنای ایالتی کالیفرنیا
- شارلین تاکسیان[ظ]، عضو مجلس نمایندگان از نیوهمپشایر
- جولیا تاشجیان، استانداری پیشین کنتیکت
- تیگران توریزیان، قاضی فدرال ایالات متحده پیشین
- هری توتونجیان، شهردار تروی، نیویورک
- لری زاریان، شهردار پیشین گلندیل

### اروگوئه
- لیلیام کشیشیان، وزیر فعلی گردشگری و ورزش اروگوئه

## ترکیه
- سلینا اوزون دوغان
- کارو پایلان

## توضیحات
1. ↑  Clr Sarkis Yedelian
2. ↑  Artin Etmekjian
3. ↑  Jean Pierre Asvazadourian
4. ↑  Abel Aganbekyan
5. ↑  Gennadiy Melikyan
6. ↑  Semyen Bagdasarov
7. ↑  Arkadiy Sarkisyan
8. ↑  Stepan Shorshorov
9. ↑  Igor Khankoev
10. ↑  Ashot Sarkisyan
11. ↑  Aleksandr Ter Avanesov
12. ↑  Levon Chakmakhcyan
13. ↑  Ohanes Oganyan
14. ↑  Sergey Oganesyan
15. ↑  Sergey Grigorov
16. ↑  Manuel Hassassian
17. ↑  Amy Shuklian
18. ↑  Armand Arabian
19. ↑  John Harabedian
20. ↑  Charlene Takesian